# Hérita Ilunga
Hérita N'Kongolo Ilunga (Kinsasa, 25 de febrero de 1982) es un exfutbolista congoleño. Jugaba de defensa.

## Selección nacional
Ha sido internacional con la selección de fútbol de República Democrática del Congo, ha jugado 32 partidos internacionales y ha convertido un gol.

### Participaciones Internacionales
| Torneo                            | Sede   | Resultado        |
| --------------------------------- | ------ | ---------------- |
| Copa Africana de Naciones de 2004 | Túnez  | Primera fase     |
| Copa Africana de Naciones de 2006 | Egipto | Cuartos de final |

## Clubes
| Club                        | País       | Año       |
| --------------------------- | ---------- | --------- |
| RCD Espanyol B              | España     | 2002-2003 |
| AS Saint-Etienne            | Francia    | 2003-2007 |
| Toulouse FC                 | Francia    | 2007-2008 |
| West Ham United FC          | Inglaterra | 2008-2011 |
| Doncaster Rovers            | Inglaterra | 2011-2012 |
| Stade Rennais Football Club | Francia    | 2013      |
| USJA Carquefou              | Francia    | 2014      |
| US Créteil-Lusitanos        | Francia    | 2014-2016 |